# Chamber Music (album de Coal Chamber)
Pour les articles homonymes, voir Chamber Music.
Albums de Coal Chamber
Coal Chamber Dark Days
Singles
Chamber Music est le deuxième album du groupe Coal Chamber sorti en 1999. Plus progressif que Coal Chamber, il a atteint la 22e place du Billboard 200 aux États-Unis.

## Liste des pistes
| No  | Titre               | Durée |
| --- | ------------------- | ----- |
| 1.  | Mist                | 0:43  |
| 2.  | Tragedy             | 2:52  |
| 3.  | El Cu Cuy           | 4:23  |
| 4.  | Untrue              | 3:28  |
| 5.  | Tyler's Song        | 2:52  |
| 6.  | What's In Your Mind | 3:56  |
| 7.  | Not Living          | 3:52  |
| 8.  | Shock the Monkey    | 3:44  |
| 9.  | Burgundy            | 3:10  |
| 10. | Entwined            | 3:50  |
| 11. | Feed My Dreams      | 2:55  |
| 12. | My Mercy            | 4:05  |
| 13. | No Home             | 5:10  |
| 14. | Shary Vegas         | 3:17  |
| 15. | Notion              | 3:27  |
| 16. | Anything But You    | 4:42  |